# Azdren Llullaku
Azdren Gani Llullaku (Istog, 15 febbraio 1988) è un calciatore albanese, attaccante del Gloria Bistrița.

## Biografia
Nato a Istok in Kosovo, giunge in Italia da profugo di guerra a 12 anni, su un gommone insieme alla madre ed il fratello, mentre il padre morì quando Azdren aveva solo 6 anni. Trova sistemazione in Germania a Deggendorf, dove rimane un anno. Nel 2001 si trasferisce quindi in Italia, a Tarzo, in provincia di Treviso. Mentre andava a scuola lavorava come cameriere per aiutare economicamente la madre.

## Carriera

### Club
Inizia la carriera nel Vallata 1999, compagine di Terza Categoria con la quale segna parecchie reti. Osservato da Denis Florin, direttore sportivo del Conegliano, passa così alla squadra che militava in Eccellenza per la stagione 2004-2005. Dopo 10 partite con la formazione Juniores passa in prima squadra con cui realizza 3 gol.
Nell'estate successiva il D.S. liventino Augusto Fardin lo nota e lo porta alla Sacilese, squadra di Serie D, occupando una delle posizioni riservate ai calciatori sotto una certa soglia d'età. Qui segna 8 gol in 31 presenze, passando poi al Südtirol in Serie C2, dove gioca 12 partite soffrendo il salto di categoria per la sua giovane età.
Ritorna quindi in Serie D, al Domegliara, dove realizza 11 reti. Tornato fra i professionisti, e sempre con la Sacilese, non può essere schierato data la legge che vieta il tesseramento di calciatori extracomunitari senza lo status di professionista. Ritorna quindi in Serie D, trasferendosi al Tamai, non prima però di esser rimasto per sei mesi inattivo a causa della burocrazia. Al Tamai segna 22 gol in 33 presenze, che risulta la sua miglior stagione. Nelle furie rosse a forza di gol segna il gran percorso degli 11 di mister Gianluca Birtig che si piazzano al 3º posto dopo le big Treviso e Venezia e qualificandosi ai play-off (eliminazione da parte del SanDonàJesolo). Nel febbraio dello stesso anno viene eletto dalla statistica del Corriere dello Sport - Stadio il miglior attaccante della Serie D, e viene inserito nella Top 11 Serie D. Nell'estate del 2011 viene visionato da varie squadre professionistiche tra cui: Padova, Vicenza e Mantova.
Rimasto in Serie D dopo il passaggio al SanDonàJesolo, realizza 13 gol e si qualifica ai play-off nazionali, riuscendo ad arrivare in finale contro il Cosenza, contro cui segna il gol del vantaggio che non basta per vincere l'incontro. A fine stagione viene convocato per un provino in Romania, dove, insieme ad altri ventinove ragazzi, fu messo alla prova da tre società di massima serie rumena, venendo quindi scelto dal Gaz Metan Mediaș. Con la formazione romena, durante la stagione 2016-2017, segna 16 reti in 20 partite di campionato, che gli permettono di vincere la classifica marcatori al termine della stagione nonostante la cessione nel mercato invernale.

#### Astana
Il 1º gennaio 2017 viene acquistato a titolo definitivo dalla squadra kazaka dell'Astana con cui firma un contratto biennale con scadenza il 31 dicembre 2018.

#### Virtus Entella
Rimasto svincolato dalla società kazaka, si accorda il 13 febbraio 2018 con la Virtus Entella società di Serie B italiana, fino al termine della stagione 2017-2018, con opzione per la stagione successiva.

### Nazionale
Il 2 giugno 2013 riceve la sua prima convocazione in nazionale per la partita valida per le qualificazioni ai Mondiali 2014 contro la Norvegia del 7 giugno 2013, senza riuscire a fare il suo esordio.
Il 1º ottobre 2016 viene convocato nuovamente in nazionale a distanza di 3 anni dall'ultima volta, per le partite valide per le qualificazioni ai Mondiali 2018 rispettivamente contro Liechtenstein e Spagna del 6 e 9 ottobre 2016. Fa il suo esordio ufficiale con la maglia delle Aquile il 9 ottobre giocando da titolare, nella partita vinta per 2-0 contro il Liechtenstein.

## Statistiche

### Presenze e reti nei club
Statistiche aggiornate al 13 maggio 2019.
| Stagione                | Squadra                 | Campionato              | Campionato | Campionato | Coppe nazionali | Coppe nazionali | Coppe nazionali | Coppe continentali | Coppe continentali | Coppe continentali | Altre coppe | Altre coppe | Altre coppe | Totale | Totale |
| Stagione                | Squadra                 | Comp                    | Pres       | Reti       | Comp            | Pres            | Reti            | Comp               | Pres               | Reti               | Comp        | Pres        | Reti        | Pres   | Reti   |
| ----------------------- | ----------------------- | ----------------------- | ---------- | ---------- | --------------- | --------------- | --------------- | ------------------ | ------------------ | ------------------ | ----------- | ----------- | ----------- | ------ | ------ |
| gen.-giu. 2004          | Vallata 1999            | III-Cat.                | ?          | ?          | -               | -               | -               | -                  | -                  | -                  | -           | -           | -           | 0+     | 0+     |
| 2004-2005               | Conegliano              | D                       | ?          | ?          | -               | -               | -               | -                  | -                  | -                  | -           | -           | -           | 0+     | 0+     |
| 2005-2006               | Conegliano              | Ecc.                    | ?          | ?          | -               | -               | -               | -                  | -                  | -                  | -           | -           | -           | 0+     | 0+     |
| Totale Conegliano       | Totale Conegliano       | Totale Conegliano       | ?          | ?          |                 | -               | -               |                    | -                  | -                  |             | -           | -           | 0+     | 0+     |
| 2006-2007               | Sacilese                | D                       | 31         | 8          | -               | -               | -               | -                  | -                  | -                  | -           | -           | -           | 31     | 8      |
| 2007-2008               | Südtirol                | C2                      | 12         | 0          | CI+CI-C         | 0+0             | 0               | -                  | -                  | -                  | -           | -           | -           | 12     | 0      |
| 2008-2009               | Domegliara              | D                       | 33         | 11         | -               | -               | -               | -                  | -                  | -                  | -           | -           | -           | 33     | 11     |
| 2009-2010               | Sacilese                | 2D                      | 0          | 0          | CI+CI-C         | 0+0             | 0               | -                  | -                  | -                  | -           | -           | -           | 0      | 0      |
| Totale Sacilese         | Totale Sacilese         | Totale Sacilese         | 31         | 8          |                 | 0               | 0               |                    | -                  | -                  |             | -           | -           | 31     | 8      |
| 2010-2011               | Tamai                   | D                       | 33         | 22         | -               | -               | -               | -                  | -                  | -                  | -           | -           | -           | 33     | 22     |
| 2011-2012               | SanDonàJesolo           | D                       | 30         | 13         | -               | -               | -               | -                  | -                  | -                  | -           | -           | -           | 30     | 13     |
| 2012-2013               | Gaz Metan Mediaș        | L1                      | 20         | 5          | CR              | 2               | 0               | -                  | -                  | -                  | -           | -           | -           | 22     | 5      |
| 2013-2014               | Gaz Metan Mediaș        | L1                      | 28         | 1          | CR              | 2               | 2               | -                  | -                  | -                  | -           | -           | -           | 30     | 3      |
| 2014-2015               | Gaz Metan Mediaș        | L1                      | 30         | 8          | CR+CdL          | 1+1             | 0               | -                  | -                  | -                  | -           | -           | -           | 32     | 8      |
| 2015-gen. 2016          | Gaz Metan Mediaș        | L2                      | 15         | 3          | CR+CdL          | 0+0             | 0               | -                  | -                  | -                  | -           | -           | -           | 15     | 3      |
| gen.-giu. 2016          | FC Politehnica Iași     | L1                      | 14         | 0          | CR+CdL          | 0+0             | 0               | -                  | -                  | -                  | -           | -           | -           | 14     | 0      |
| 2016-gen. 2017          | Gaz Metan Mediaș        | L1                      | 20         | 16         | CR+CdL          | 1+0             | 0               | -                  | -                  | -                  | -           | -           | -           | 21     | 16     |
| Totale Gaz Metan Mediaș | Totale Gaz Metan Mediaș | Totale Gaz Metan Mediaș | 113        | 33         |                 | 7               | 2               |                    | -                  | -                  |             | -           | -           | 120    | 35     |
| 2017                    | Astana                  | PL                      | 17         | 1          | CK              | 1               | 0               | UCL                | -                  | -                  | SK          | 1           | 0           | 19     | 1      |
| lug.-dic. 2017          | Tobyl                   | PL                      | 13         | 0          | CK              | 0               | 0               | -                  | -                  | -                  | -           | -           | -           | 13     | 0      |
| feb.-giu. 2018          | Virtus Entella          | B                       | 4          | 0          | CI              | -               | -               | -                  | -                  | -                  | -           | -           | -           | 4      | 0      |
| 2018-2019               | Astra Giurgiu           | L1                      | 34         | 7          | CR              | 4               | 2               | -                  | -                  | -                  | -           | -           | -           | 38     | 9      |
| 2019                    | Šachcër Salihorsk       | VL                      | 0          | 0          | CB              | 0               | 0               | UEL                | 0                  | 0                  | -           | -           | -           | 0      | 0      |
| Totale carriera         | Totale carriera         | Totale carriera         | 334        | 95         |                 | 12              | 4               |                    | -                  | -                  |             | 1           | 0           | 347    | 99     |

### Cronologia presenze e reti in nazionale
| Cronologia completa delle presenze e delle reti in nazionale ― Albania | Cronologia completa delle presenze e delle reti in nazionale ― Albania | Cronologia completa delle presenze e delle reti in nazionale ― Albania | Cronologia completa delle presenze e delle reti in nazionale ― Albania | Cronologia completa delle presenze e delle reti in nazionale ― Albania | Cronologia completa delle presenze e delle reti in nazionale ― Albania | Cronologia completa delle presenze e delle reti in nazionale ― Albania | Cronologia completa delle presenze e delle reti in nazionale ― Albania |
| Data                                                                   | Città                                                                  | In casa                                                                | Risultato                                                              | Ospiti                                                                 | Competizione                                                           | Reti                                                                   | Note                                                                   |
| ---------------------------------------------------------------------- | ---------------------------------------------------------------------- | ---------------------------------------------------------------------- | ---------------------------------------------------------------------- | ---------------------------------------------------------------------- | ---------------------------------------------------------------------- | ---------------------------------------------------------------------- | ---------------------------------------------------------------------- |
| 6-10-2016                                                              | Vaduz                                                                  | Liechtenstein                                                          | 0 – 2                                                                  | Albania                                                                | Qual. Mondiali 2018                                                    | -                                                                      | 69’                                                                    |
| 12-11-2016                                                             | Elbasan                                                                | Albania                                                                | 0 – 3                                                                  | Israele                                                                | Qual. Mondiali 2018                                                    | -                                                                      | 31’ 57’                                                                |
| 28-3-2017                                                              | Elbasan                                                                | Albania                                                                | 1 – 2                                                                  | Bosnia ed Erzegovina                                                   | Amichevole                                                             | -                                                                      | 79’                                                                    |
| 2-9-2017                                                               | Elbasan                                                                | Albania                                                                | 2 – 0                                                                  | Liechtenstein                                                          | Qual. Mondiali 2018                                                    | -                                                                      |                                                                        |
| 5-9-2017                                                               | Strumica                                                               | Macedonia                                                              | 1 – 1                                                                  | Albania                                                                | Qual. Mondiali 2018                                                    | -                                                                      | 46’                                                                    |
| 6-10-2017                                                              | Alicante                                                               | Spagna                                                                 | 3 – 0                                                                  | Albania                                                                | Qual. Mondiali 2018                                                    | -                                                                      | 14’                                                                    |
| Totale                                                                 |                                                                        | Presenze (252º posto)                                                  | 6                                                                      |                                                                        | Reti                                                                   | 0                                                                      |                                                                        |